# Paolo Ponzo
Paolo Ponzo (Cairo Montenotte, 11 marzo 1972 – Pietra Ligure, 24 marzo 2013) è stato un dirigente sportivo e calciatore italiano.

## Carriera
Centrocampista, ha iniziato la sua carriera nel Vado: in maglia rossoblu ha disputato 2 stagioni in Interregionale e una in Promozione, tra il 1988 e il 1991. Viene quindi acquistato dal Genoa, ma non ottiene presenze in campionato, e nel 1992 viene ceduto al Montevarchi, con cui disputa tre campionati di Serie C2.
Nel 1995 compie un doppio salto di categoria passando al Cesena militante in Serie B. Coi romagnoli da titolare due campionati cadetti, quindi, dopo la retrocessione dei bianconeri, resta in B trasferendosi brevemente al Ravenna, e nel corso della stessa stagione 1997-1998, alla Reggiana. Con gli emiliani resta fino al 2000, disputando due campionati in Serie B e, dopo la retrocessione, uno di Serie C1.
Nel febbraio 2000 ha l'occasione di tornare fra i cadetti indossando in corso di stagione la maglia del neopromosso Savoia, senza tuttavia riuscire ad evitare l'immediato ritorno in C dei campani. A fine stagione si trasferisce al Modena, dove vivrà le sue stagioni più significative, partecipando attivamente alla doppia promozione dalla C1 alla Serie A e disputando due campionati di massima serie, con l'esordio in massima serie avvenuto l'11 settembre 2002, in occasione della sconfitta interna col Milan.
Dopo la retrocessione dei canarini al termine della stagione Serie A 2003-2004, resta in gialloblù ancora una stagione, quindi scende nuovamente in C1 per difendere i colori dello Spezia, con cui centra al primo tentativo la promozione in B. Disputa con gli aquilotti il campionato di Serie B 2006-2007, chiuso con la salvezza ai playout contro il Verona. Passa quindi nuovamente alla Reggiana, disputando un campionato in C2 ed uno in C1 dal 2007 al 2009.
Dopo due stagioni giocate da capitano nel Savona, passa all'Imperia, squadra in cui ha militato nella stagione 2011-2012 in Eccellenza ligure.
In carriera vanta complessivamente 43 presenze in Serie A e 217 presenze e 2 reti in Serie B.

## Dopo il ritiro
A seguito del suo ritiro nel 2012 diviene dirigente del Savona come responsabile del settore giovanile.
Il 24 marzo 2013, all'età di 41 anni, muore all'ospedale Santa Corona di Pietra Ligure, a causa di un malore avuto poche ore prima durante una corsa podistica a Loano. Tra le cause del malore vi è stato un attacco di assideramento avuto dall'ex atleta.
A lui è stata dedicata una targa sotto la gradinata dello stadio "Alberto Braglia" di Modena completa del soprannome "Il Muratore" che lo aveva accompagnato nei suoi anni sotto la Ghirlandina. La targa recita la frase: "È stato bellissimo vederti correre per noi".
Il 18 maggio 2013, poche settimane dopo la sua scomparsa, allo stadio "Mirabello" di Reggio Emilia si è disputata la prima edizione di un torneo giovanile amichevole denominato "Paolino Day", organizzato dalla Reggiana, con la partecipazione delle formazioni "Primavera" o "Berretti" di Reggiana, Modena, Spezia e Savona, quattro club ai quali Ponzo ha legato buona parte della propria carriera.
Al calciatore è stato intitolato il campo sportivo di Bragno (comune di Cairo Montenotte), suo paese d'origine.

## Statistiche

### Presenze e reti nei club
| Stagione           | Squadra            | Campionato         | Campionato | Campionato | Coppe nazionali | Coppe nazionali | Coppe nazionali | Coppe continentali | Coppe continentali | Coppe continentali | Altre coppe | Altre coppe | Altre coppe | Totale | Totale |
| Stagione           | Squadra            | Comp               | Pres       | Reti       | Comp            | Pres            | Reti            | Comp               | Pres               | Reti               | Comp        | Pres        | Reti        | Pres   | Reti   |
| ------------------ | ------------------ | ------------------ | ---------- | ---------- | --------------- | --------------- | --------------- | ------------------ | ------------------ | ------------------ | ----------- | ----------- | ----------- | ------ | ------ |
| 1988-1989          | Vado               | Int.               | 22         | 0          | -               | -               | -               | -                  | -                  | -                  | -           | -           | -           | 22     | 0      |
| 1989-1990          | Vado               | Int.               | 27         | 0          | -               | -               | -               | -                  | -                  | -                  | -           | -           | -           | 27     | 0      |
| 1990-1991          | Vado               | Prom.              | 27         | 2          | -               | -               | -               | -                  | -                  | -                  | -           | -           | -           | 27     | 2      |
| Totale Vado        | Totale Vado        | Totale Vado        | 76         | 2          |                 | -               | -               |                    | -                  | -                  |             | -           | -           | 76     | 2      |
| 1991-1992          | Genoa              | A                  | 0          | 0          | CI              | 0               | 0               | CU                 | 0                  | 0                  | -           | -           | -           | 0      | 0      |
| 1992-1993          | Montevarchi        | C2                 | 28         | 0          | -               | -               | -               | -                  | -                  | -                  | -           | -           | -           | 28     | 0      |
| 1993-1994          | Montevarchi        | C2                 | 30         | 1          | -               | -               | -               | -                  | -                  | -                  | -           | -           | -           | 30     | 1      |
| 1994-1995          | Montevarchi        | C2                 | 32         | 1          | -               | -               | -               | -                  | -                  | -                  | -           | -           | -           | 32     | 1      |
| Totale Montevarchi | Totale Montevarchi | Totale Montevarchi | 90         | 2          |                 | -               | -               |                    | -                  | -                  |             | -           | -           | 90     | 2      |
| 1995-1996          | Cesena             | B                  | 35         | 1          | CI              | 1               | 0               | -                  | -                  | -                  | -           | -           | -           | 36     | 1      |
| 1996-1997          | Cesena             | B                  | 36         | 0          | CI              | 3               | 1               | -                  | -                  | -                  | -           | -           | -           | 39     | 1      |
| lug.-ago.1997      | Cesena             | C1                 | 0          | 0          | CI              | 1               | 0               | -                  | -                  | -                  | -           | -           | -           | 1      | 0      |
| Totale Cesena      | Totale Cesena      | Totale Cesena      | 71         | 1          |                 | 5               | 1               |                    | -                  | -                  |             | -           | -           | 76     | 2      |
| ago.1997-gen.1998  | Ravenna            | B                  | 4          | 0          | CI              | 3               | 0               | -                  | -                  | -                  | -           | -           | -           | 7      | 0      |
| gen.-giu.1998      | Reggiana           | B                  | 16         | 0          | CI              | -               | -               | -                  | -                  | -                  | -           | -           | -           | 16     | 0      |
| 1998-1999          | Reggiana           | B                  | 27         | 0          | CI              | 2               | 0               | -                  | -                  | -                  | -           | -           | -           | 29     | 0      |
| 1999-gen.2000      | Reggiana           | C1                 | 20         | 1          | CI              | 4               | 0               | -                  | -                  | -                  | -           | -           | -           | 24     | 1      |
| gen.-giu.2000      | Savoia             | B                  | 15         | 0          | CI              | -               | -               | -                  | -                  | -                  | -           | -           | -           | 15     | 0      |
| 2000-2001          | Modena             | C1                 | 33         | 0          | CI              | 0               | 0               | -                  | -                  | -                  | SL-C1       | 2           | 0           | 35     | 0      |
| 2001-2002          | Modena             | B                  | 35         | 1          | CI              | 5               | 0               | -                  | -                  | -                  | -           | -           | -           | 40     | 1      |
| 2002-2003          | Modena             | A                  | 29         | 0          | CI              | 0               | 0               | -                  | -                  | -                  | -           | -           | -           | 29     | 0      |
| 2003-2004          | Modena             | A                  | 14         | 0          | CI              | 4               | 0               | -                  | -                  | -                  | -           | -           | -           | 18     | 0      |
| 2004-2005          | Modena             | B                  | 23         | 0          | CI              | 2               | 0               | -                  | -                  | -                  | -           | -           | -           | 25     | 0      |
| Totale Modena      | Totale Modena      | Totale Modena      | 134        | 1          |                 | 11              | 0               |                    | -                  | -                  |             | 2           | 0           | 147    | 1      |
| 2005-2006          | Spezia             | C1                 | 30         | 0          | CI              | 0               | 0               | -                  | -                  | -                  | SL-C1       | 1           | 0           | 31     | 0      |
| 2006-2007          | Spezia             | B                  | 25+1       | 0          | CI              | 1               | 0               | -                  | -                  | -                  | -           | -           | -           | 27     | 0      |
| Totale Spezia      | Totale Spezia      | Totale Spezia      | 55+1       | 0          |                 | 1               | 0               |                    | -                  | -                  |             | 1           | 0           | 58     | 0      |
| 2007-2008          | Reggiana           | C2                 | 30         | 1          | -               | -               | -               | -                  | -                  | -                  | SL-C2       | 2           | 0           | 32     | 0      |
| 2008-2009          | Reggiana           | 1D                 | 30+1       | 1          | CI              | 3               | 0               | -                  | -                  | -                  | -           | -           | -           | 34     | 1      |
| Totale Reggiana    | Totale Reggiana    | Totale Reggiana    | 123+1      | 3          |                 | 9               | 0               |                    | -                  | -                  |             | 2           | 0           | 135    | 3      |
| 2009-2010          | Savona             | D                  | 32         | 1          | -               | -               | -               | -                  | -                  | -                  | -           | -           | -           | 32     | 1      |
| 2010-2011          | Savona             | 2D                 | 22         | 1          | -               | -               | -               | -                  | -                  | -                  | -           | -           | -           | 22     | 1      |
| Totale Savona      | Totale Savona      | Totale Savona      | 54         | 2          |                 | -               | -               |                    | -                  | -                  |             | -           | -           | 54     | 2      |
| 2011-2012          | Imperia            | Ecc.               | 23         | 1          | CL+CI Dil.      | 7+2             | 0               | -                  | -                  | -                  | -           | -           | -           | 32     | 1      |
| Totale carriera    | Totale carriera    | Totale carriera    | 635+2      | 12         |                 | 38              | 1               |                    | -                  | -                  |             | 5           | 0           | 680    | 13     |

## Palmarès

### Club

#### Competizioni nazionali
- Serie C1: 2

Modena: 2000-2001
Spezia: 2005-2006
- Supercoppa di Lega di Serie C1: 2

Modena: 2001
Spezia: 2006
- Serie C2: 2

Montevarchi: 1994-1995
Reggiana: 2007-2008
- Supercoppa di Lega di Serie C2: 1

Reggiana: 2008
- Serie D: 1

Savona: 2009-2010
- Coppa Italia Dilettanti Liguria: 1

Imperia: 2011-2012